# Molophilus lautereri
Molophilus lautereri là một loài ruồi trong họ Limoniidae. Chúng phân bố ở miền Cổ bắc.